# Paio Gomes Chariño

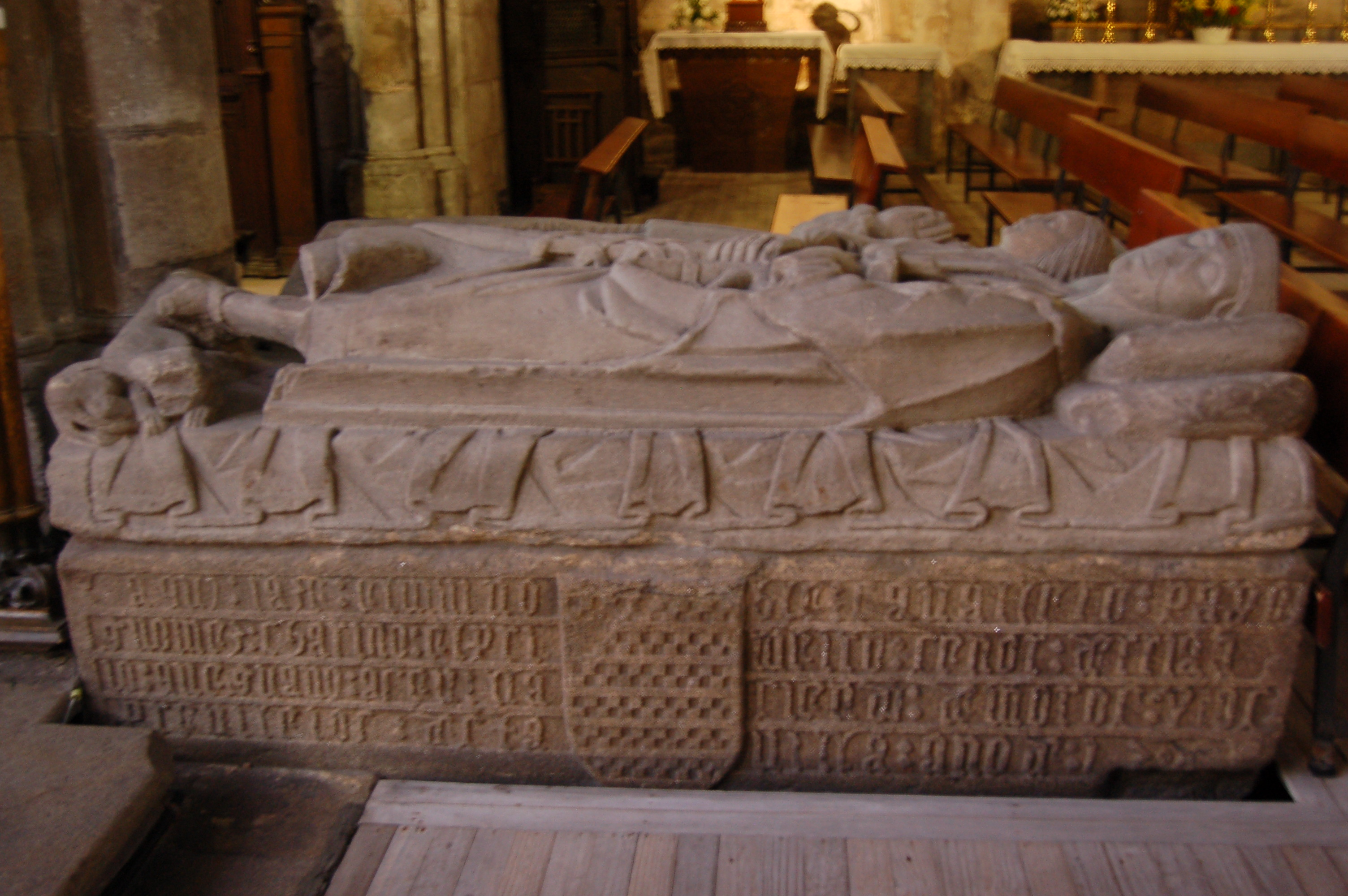
Sarcòfag de Paio Gomes Chariño.

Paio Gomes Chariño de Sotomaior (c. 1225 - 1295) va ser un poeta i noble gallec. Primer senyor de Rianxo i Avançat Major del Regne de Galícia, fou una figura política de la corona de Castella i singular trobador en llengua gallega.

## Figura política
Va néixer probablement en 1225 en una família de la noblesa del sud-oest de Galícia. De molt jove va brillar pels seus dots militars en el mar. Va destacar al capdavant de la flota que va conquistar Sevilla per a Castella remuntant el Guadalquivir (1248). Va ser nomenat almirall en 1284. En 1292 va ocupar el càrrec d'Avançat Major del Regne de Galícia al servei del monarca Sanç IV. A la mort d'aquest, Don Joan de la Cerda va pretendre la corona dels regnes de Sevilla, Galícia i Lleó, quedant María de Molina com a regent a Castella i Toledo. El principal valedor d'aquesta idea a Galícia va ser Juan Alfonso de Albuquerque a qui Paio Gomes Chariño es va enfrontar i va arribar a fer presoner. Va ser assassinat per Rui Pérez Tenorio en 1295. El seu majestuós fèretre presideix l'església de San Francisco de Pontevedra.

## Poeta
Se li coneixen 27 composicions entre cantigas de amor i de amigo. Només queda d'ell una cantiga d'escarn. En els seus poemes amorosos introdueix la temàtica pescadora. És un exponent de la perfecció tècnica i estètica a la qual va arribar el cancioneiro en gallec en el segle xiii.